# 2025년 카르탈카야 호텔 화재
2025 카르탈카야 호텔 화재는 2025년 1월 21일, 튀르키예 볼루 주의 카르탈카야 스키 리조트 내에 있는 그랜드 카르탈 호텔에서 화재가 발생하여 최소 79명이 사망하고 51명이 부상을 입은 사건이다.
화재는 이 호텔 4층에 있는 주방 및 레스토랑 구역에서 시작되었다. 이 사건은 방문객이 많은 겨울 방학 때 발생하여 호텔의 80-90 %가 채워져 있었다. 호텔에서는 스프링클러가 없고, 화재 경보기와 기타 안전 시스템이 작동하지 않아 화재 규모가 더욱 커졌고, 추운 날씨와 외진 곳에 위치한 호텔로의 접근이 쉽지 않아 구조 활동에 어려움을 겪었다. 이로 인해 많은 사상자가 생겼고 대부분의 피해자가 질식사했다.

## 배경

### 그랜드 카르탈 호텔
그랜드 카르탈 호텔은 카르탈카야 스키 리조트의 설립자인 마즈하르 무르테자오을루에 의해 1998년에 지어졌다. 스위스의 스키 리조트에서 영감을 얻은 무르테자오을루는 이 지역에 카르탈 호텔(1978년 건설)과 그랜드 카르탈 호텔을 건설했다. 2019년 무르테자오을루가 사망한 후 그의 사위 할리트 에르굴이 그랜드 카르탈 호텔의 경영을 인수했다.
12층 규모의 이 호텔은 161개의 객실과 350개의 침대를 갖추고 있으며, 가장 최근의 수선은 2015년에 이루어졌다. 화재는 겨울방학으로 카르탈카야에 방문객이 늘어나 호텔의 80-90 %가 채워진 시점에 발생했다.

### 규제
튀르키예 관광부는 관광 투자와 기업을 검사하는 검사관을 배정하고 있는데, 여기에는 안전 조치 검사가 포함된다.
2012년 4월 3일 '튀르키예 공화국 관보'에 게재된 공고에 따르면 시 소방대의 화재 안전 검사 권한이 축소되어, 해석이나 설명이 필요한 모든 사항은 튀르키예 환경부로 이관되었다.

## 진행
화재는 TRT(UTC+03:00, KST+09:00) 오전 3시 27분경 그랜드 카르탈 호텔에서 처음 보고되었다. 이 호텔에는 238명의 투숙객이 있었는데, 몇몇 생존자와 목격자들은 보고 1시간 전인 오전 2시 30분에 이미 연기 냄새를 맡고 화염을 보았다. 초기 보고에 따르면 화재는 호텔 4층 레스토랑 구역에서 시작되어 위쪽으로 번졌다. 화재 확산은 호텔의 목재 외장재 로 인해 더욱 심화된 것으로 보고되었다.
목격자에 따르면 화재 감지 시스템이나 화재 경보기가 작동하지 않아 투숙객들은 깜깜한 연기로 가득 찬 복도를 통해 탈출을 시도했다. 어떤 생존자는 호텔에 연기 감지기나 화재 계단 등 화재 안전 조치가 전혀 없다고 밝혔다. 볼루 엔지니어 및 건축가 노동조합은 화재가 빠르게 번진 이유를 자동 스프링클러가 부족했기 때문이라고 설명했다. 사실 자동 스프링클러는 의무적으로 설치되어야 했고 2008년에 설치될 예정이었지만 설치된 것이 없었다.
일부 투숙객들은 침대시트와 담요를 묶어 창문을 통해 객실에서 내려오기도 했다. 윗층에서 3명이 뛰어내렸는데, 그 중 2명이 사망했다.
카르탈카야에는 전담 소방 서비스가 없다. 약 267명의 응급 인력과 30대의 소방차, 28대의 구급차가 현장에 파견되었다. 볼루 지방 주지사인 압둘아지즈 아이딘(Abdulaziz Aydın)은 추운 날씨와 볼루 시내와 호텔 사이의 거리 때문에 오전 4시 15분까지 1시간 이상 지연되었다고 밝혔다. 호텔의 절벽 위치도 소방 활동에 영향을 미쳤다. 근처에 야전병원이 건설되었고, 리조트의 다른 호텔에서는 예방적으로 대피했다. 튀르키예 내무부 장관 알리 예를리카야에 따르면 이 호텔에는 비상 탈출구가 두 개 있었다고 한다. 화재는 12시간 후에 진압되었다. 직원들은 30~35명을 구조했다고 보고했다.
그랜드 카르탈 호텔에서 수색작업을 진행 중이던 튀르키예 재난 및 비상사태 관리 본부 (AFAD)팀들이 호텔에 머물며 휴식을 취하려고 했는데 호텔 경영진이 숙박비를 요구했다고 주장했다.

## 사상자
화재로 최소 79명이 사망했는데, 그 중 최소 2명은 공황상태에 건물에서 뛰어내렸다. 51명이 부상을 입었는데 1명은 중태이다. 대부분의 사망은 질식으로 인한 것으로 추정된다. 현지 언론 보도에 따르면 사망자 중 최소 20명이 어린이였으며 사망자 중에는 같은 가족 구성원이 많이 있었고 한 가족은 10명 이상을 잃었다. 지역 병원의 영안실 수용 인원이 부족해 사망자의 시신은 임시로 냉동 트럭에 보관됐다.
피해자 중에는 쇠즈퀴의 작가이자 오르두스포르 전 회장인 네딤 튀르크멘과 아내와 두 자녀, 페네르바흐체 SK의 10세 수영 선수 베디아 닐 아파크와 그녀 어머니, 외즈예인 대학교 경영학부장 아타칸 얄쉰 등이 있다. 요리사를 포함한 최소 2명의 호텔 직원이 사망한 것으로 확인되었다. 사망한 총 79명 중 최초 확인된 56명의 희생자는 모두 튀르키예 국민이다.

## 여파

### 조사
검찰 6명과 전문가 5명으로 구성된 수사팀이 화재 사고에 대한 수사를 맡았다. 호텔 주인과 볼루 부시장 세다트 귈레네르(Sedat Gülener)와 소방국 부국장 케난 코쉬쿤(Kenan Coşkun)을 포함한 11명이 심문을 위해 체포되었다. 초기 보고에 따르면 화재는 호텔 레스토랑에서 시작되었을 가능성이 높다고 한다.

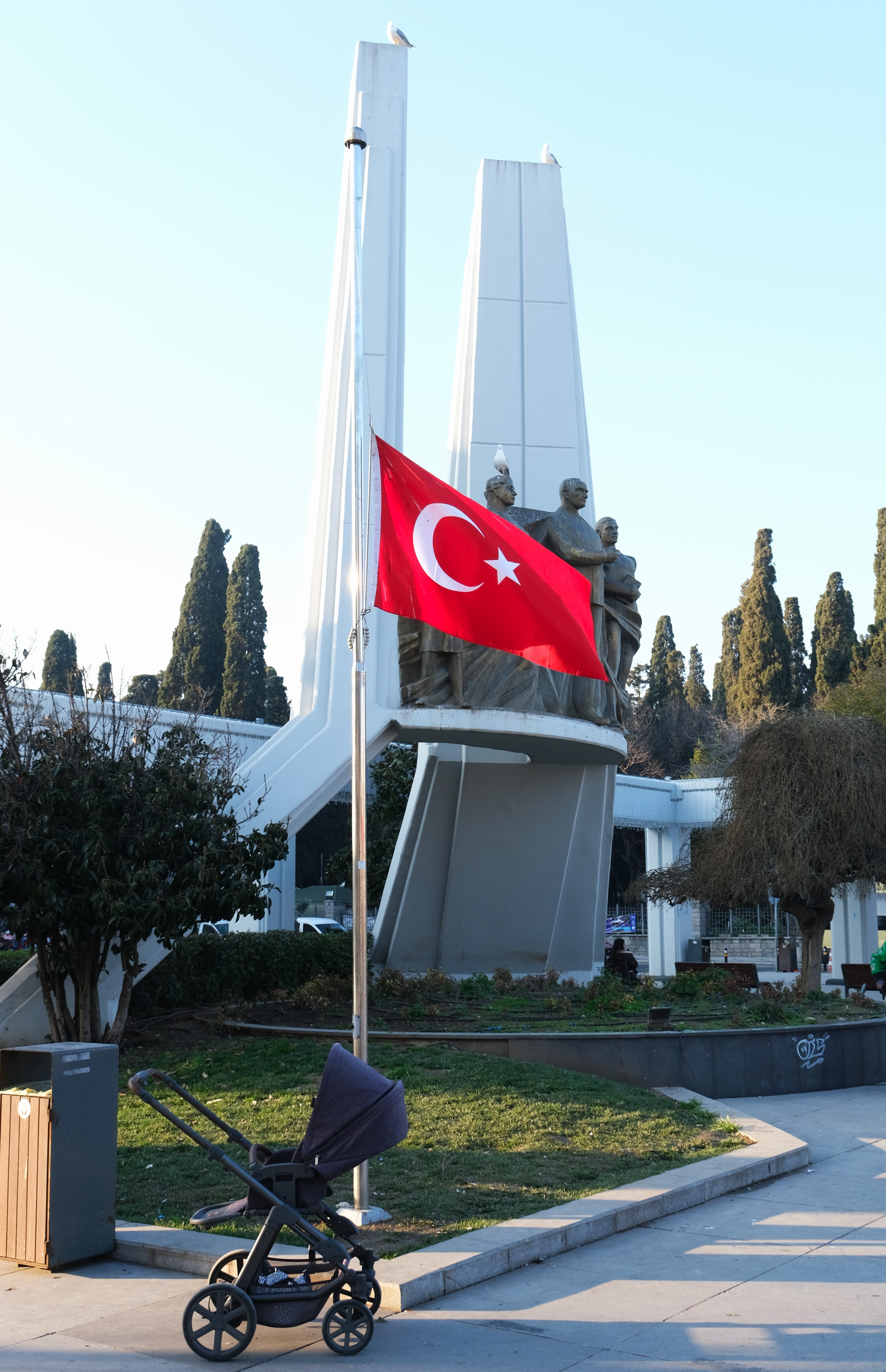
국가 애도 선언 후 반기로 게양된 튀르키예 국기, 바키르코이, 이스탄불

### 공식 답변
튀르키예 관광부 장관인 메흐메트 에르소이(Mehmet Ersoy)는 소방서가 2021년과 2024년의 검사에서 해당 호텔의 "소방 역량과 관련된 부정적인 상황"을 발견하지 못했다고 밝혔다. 에르소이의 발언에 반박하여 볼루 시장 탄주 외즈칸은 소방서가 2007년 이후로 호텔을 인증하지 않았다고 말했는데, 당시 Bolu는 AKP가 운영하는 지방자치단체였고 외즈칸이 시장이 되기 12년 전이었다고 이렇게 덧붙였다.
"장관은 이 사건에 대해 개인적으로 책임을 져야 한다. 그는 책임을 회피하기 위해 감히 우리 지자체를 비열하게 비난했다. 호텔은 볼루 시내 경계 밖에 위치하므로 관광부에서 관리하고 있다. ... 무능한 장관의 중상모략에 우리는 대응할 수밖에 없다."
외즈칸은 또한 호텔이 시 경계 밖에 있었기 때문에 호텔에 비상구나 소방 스프링클러 시스템이 있는지 알 수 없다고 말했다. 그는 카르탈카야 지역의 호텔에 대한 라이센스를 발급할 수 있는 도시가 없다고 덧붙였다.
2025년 1월 21일, 튀르키예 라디오 및 텔레비전 최고위원회(RTÜK) 의장인 에부베키르 샤힌은 이 화재에 대한 방송 금지 명령을 내렸다. 이에 대해 튀르키예 노동당 변호사들은 이 결정에 반대 의사를 제기했다. RTÜK는 언론인들에게 "비극의 심각성을 감안하여 민감하게 보도하라"고 촉구했지만 금지령은 다음날 해제되었다.
같은 날, 튀르키예 축구 연맹은 모든 경기 전에 묵념의 시간을 갖고 2025년 1월 24일부터 27일까지의 경기 동안 모든 클럽 회원이 화재로 사망한 시민들을 추모하기 위해 검은색 완장을 착용할 것이라고 발표했다. 베식타스가 튀프라스 경기장 에서 스페인 팀 아틀레틱 빌바오 와 맞붙는 2024-25 UEFA 유로파리그 경기가 시작되기 전 화재로 사망한 사람들을 추모하기 위한 묵념의 시간도 가졌다.
튀르키예 대통령 레제프 타이이프 에르도안은 2025년 1월 22일을 국가 애도의 날로 선포하고 모든 정부 청사와 해외 튀르키예 대사관의 모든 국기를 반기로 게양하도록 명령했다. 그날 그는 볼루를 방문하여 화재로 사망한 정의개발당(AKP) 소속 지방 공무원의 친척 8명의 장례식에 참석했다. 북키프로스에서도 애도의 날이 선포되었다.
화재 발생 다음 날인 2025년 1월 22일, 국영 뉴스 채널 TRT 하버는 볼루시가 사고 19일 전에 호텔 레스토랑에 대한 화재 안전 적합성 인증서를 발급했다고 주장했다. 해당 채널은 헤드라인 때문에 비판을 받았는데, 헤드라인의 근거가 된 문서에는 화재 점검이 화재가 난 호텔이 아닌 70m² 규모의 레스토랑에 대해 실시됐다고 명시돼 있었기 때문이다.
화재 발생 이틀 후인 2025년 1월 23일, 튀르키예 언론인 이스마일 사이마즈는 볼루 시 소방대가 요청에 따라 호텔을 조사하고 7개의 결함을 발견한 2024년 12월 16일자 문서를 기반으로 트윗을 보냈다. 문서에 따르면 건물의 두 번째 비상구 문과 방화문이 적합하지 않았고 건물의 경보 장치가 고장난 상태였다. 그는 또한 그랜드 카르탈 호텔이 볼루 시청으로부터 방화인증서를 받지 못했으며 2024년 12월 25일에 다시 시청에 신청했지만 신청을 철회했다고 주장했다. 그는 또한 층수가 구역 지정 계획을 초과했다고 주장했다. 그는 인증 과정에서 계단으로만 갈 수 있고 엘리베이터로는 갈 수 없는 무면허 층이 있었다고 주장했다.

### 조문
알제리, 아르메니아, 아제르바이잔, 바레인, 벨라루스, 벨기에, 보스니아 헤르체고비나, 브루나이, 중화인민공화국, 콜롬비아, 크로아티아, 체코, 이집트, 에티오피아, 유럽연합, 프랑스, 조지아, 독일, 그리스, 국제 튀르키예 문화 기구(International Organization of Turkic Culture), 이란, 이라크, 요르단, 카자흐스탄,, 코소보,, 키르기스스탄, 쿠웨이트, 나이지리아, 북키프로스, 튀르키에 국가 기구( Organization of Turkic States), 폴란드, 카타르, 파키스탄, 러시아, 르완다, 사우디아라비아, 세르비아, 슬로바키아, 슬로베니아, 소말리아, 시리아, 우크라이나, 아랍 에미리트, 우즈베키스탄, 베네수엘라, 베트남에서 조문을 보냈다.